# Вулканична пепел
Вулканичната пепел представлява материал (тефра), изхвърлен при вулканично изригване, съставен от частички прах и пясък с диаметър по-малък от 2 mm. Възниква в резултат от разпръскването на полутечна и твърда лава с разлиен състав. В зависимост от размера на частиците и ветровете облаците вулканична пепел могат да останат във въздуха до седмици и да се разпрострат на хиляди километри от мястото на изригването, затъмнявайки небето. Така например, по време на изригването на вулкана Безименни в Камчатка през 1956 г. вулканичната пепел е достигнала до Великобритания, а при изригването на вулкана Кракатау в Индонезия през 1883 г. дребните вулканични прашинки два пъти са обиколили земята. Фините частички могат да причинят респираторни проблеми и да повредят уреди и машини които засмукват или циркулират въздух – най-вече реактивните двигатели на самолетите.

## Рискове

### Здраве
Животни, пасящи трева, покрита с пепел, могат да получат флуоридно отравяне, ако концентрацията на флуорид е прекалено голяма. Състоянието на хора с респираторни проблеми като астма и белодробен емфизем може да се влоши. В такива случаи е препоръчително да се носи маска или навлажнена тъкан на лицето.